# 丁西林

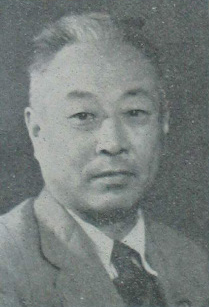

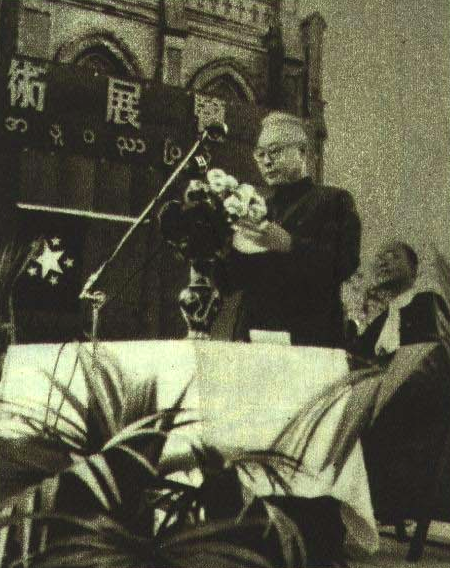
1951年12月中国文化代表团访问缅甸，丁西林任团长讲话

丁西林（1893年9月29日—1974年4月4日），原名燮林，字巽甫，男，江苏泰兴人，中国剧作家、物理学家、樂器工藝家、社会活动家，尤擅喜剧创作。

## 生平
丁西林生于江苏省泰兴县黄桥镇，小学成绩优异，1910年考入上海南洋公学，1913年毕业，1914年入英国伯明翰大学攻读物理学，1919年获理科硕士。丁西林于1919年回国，受蔡元培校長聘请，入北京大学任物理学教授兼理预科主任，后多次被选为物理系主任。任物理系主任期间延聘优秀人才到系执教，北大物理系一时人才济济。蔡元培主中央研究院，他曾任物理學研究所所長，期間開發出符合12平均律的「11孔新笛」。

### 台灣
丁西林應北京大學、中央研究院同人莊長恭（丕可）邀，1948年6月1日起同到台北工作，任國立臺灣大學理學院物理學系教授兼教務長。原任文學院院長錢歌川請辭院長行政兼職，莊校長請丁教務長同時處理文學院行政事務。
1948年7月1日發新學年（8月1日起）聘書時，超過30位教員沒有續約。文學院有14位，超過10位不是自願離職，包括史學系主任涂序瑄夫婦和哲學系正教授劉天予。涂序瑄等人以文學院和錢歌川前院長為中心，7月7日起發動連串抗爭，7月8日，莊校長正式通知全校：錢歌川免兼文學院院長，丁教務長兼文學院院長。主任不被續聘的史學系由文學院院長兼主任。
1948年8月1日，莊校長第1次請辭離台，他以教務長代理校長，8月中旬到青島處理事務，從此永遠離開台灣。與丁莊2人同來的主任秘書程瀛章也離職，由洪炎秋接任。醫學院院長杜聰明兼教務長代理校長，莊校長接受朱家驊慰留，8月29日回到台灣時帶來了新任的教務長盧恩緒和文學院院長沈剛伯（同時兼史學系主任）。還帶來新的哲學系主任方東美，讓圖書館館長兼哲學系主任范壽康專任台大圖書館館長。（詳見李東華〈光復初期（1945-50）的民族情感與省籍衝突：從臺灣大學的接收改制做觀察〉、〈光復初期臺大文學院的轉折與奠基：莊長恭與傅斯年校長時期（1948.6～1950.12）〉 ） 
左翼思想的丁西林教授做台大教務長兼文學院院長見於前任文學院院長錢歌川的回憶錄《苦瓜散人自傳》：「1946年到1948年夏，還兼任文學院長，莊長恭來，我馬上辭去院長，莊校長委丁西林繼任。」在后來台灣白色恐怖的歲月裡，幾乎完全被從台大校史抹去，民主時代才重見天日。
蘇新《從香港看台灣（1947年－1949年）》引1948年11月20日《文匯報》台北訊：「正義的教授遭受了迫害和侮辱，遠如去年卜新賢的被捕，罪名是「左傾」。近如今年初，學術界宿儒的許壽裳莫名其妙地被刺殺。「調查教授思想行動」的公文逼跑了丁燮林等4位教授。」
1948年12月7日，莊校長2度辭職，永遠離開台灣，醫學院院長杜聰明代理校長職務，還兼教務長和訓導長（8月底來的新任教務長已辭行政職）。
1948年12月15日，南京行政院准莊校長辭，同1天發表傅斯年校長任命案，杜聰明在傅校長到台前代理校長。
1949年1月20日，杜聰明代理校長交棒給傅斯年校長。杜代理校長任內，總務長劉伯文、理學院院長沈璿、農學院院長陳振鐸也都請辭行政職，被慰留了。

### 中華人民共和國
曾任中華人民共和國文化部副部长（分管中國文字改革和對外文化工作），中华人民共和国对外文化联络委员会副主任，北京图书馆（現在中國國家圖書館）馆长，中国文字改革研究委员会委員，中国文字改革委员会委員並為常務委員兼副主任，中国人民对外友好协会副会长。中国剧协常务理事，第一、二、三届全国人大代表，第二、三屆全国政协委员。
1955年加入中国作家协会。政治面貌是無黨派人士。

## 代表作
- 独幕剧
  - 《瞎了一只眼》
  - 《北京的空气》
  - 《干怀》
  - 《一只马蜂》
  - 《压迫》
  - 《三块钱国币》
- 多幕剧
  - 《等太太回来的时候》
  - 三幕古典歌舞剧《雷峰塔》
  - 五幕古典歌舞剧《胡凤莲与田玉川》
  - 四幕话剧《智取生辰纲》
  - 四幕话剧《一个和风细雨的插曲》
  - 六幕话剧《孟丽君》
  - 七幕舞剧《老鼠过街》
  - 舞剧《牛郎织女》